# Rip It Up
Rip It Up – album koncertowy Elvisa Presleya, składający się z koncertu nagranego 30 kwietnia 1977 w Saint Paul. Wtedy też ostatni raz śpiewał „The Wonder of You” w skróconej wersji. W czasie występu Presley był ubrany w „Mexican Sundial Suit”.

## Lista utworów
1. „Also sprach Zarathustra”
2. „See See Rider”
3. „I Got a Woman – Amen”
4. „Rip It Up (excerpt)”
5. „Love Me”
6. „If You Love Me”
7. „You Gave Me a Mountain”
8. „Jailhouse Rock”
9. „It’s Now or Never”
10. „My Way
11. „Hound Dog
12. „My Heavenly Father” (K. Westmoreland)
13. „Palk Salad Annie”
14. „Band Introductions”
15. „Early Morning Rain
16. „Johnny B. Goode”
17. „The Wonder of You”
18. „Blue Suede Shoes”
19. „Hawaiian Wedding Song”
20. „Can’t Help Falling in Love”
21. „Closing Vamp”

## Bonusy
1. „You Don’t Know Me”
2. „Crying In The Chapel”
3. „Loving You”
4. „Memphis Tennessee”
5. „Shake A Hand”
6. „You’ll Never Walk Alone”
7. „Wooden Heart”
8. „Such A Night”